# جون ويلي
جون ويلي هو لاعب كريكت وسياسي جنوب أفريقي، ولد في 27 فبراير 1927 في St James, Cape Town ‏ في جنوب أفريقيا، وتوفي في 29 مارس 1987.

## وصلات خارجية
- جون ويلي على موقع إي آس بي آن كريك إنفو (الإنجليزية)